# Budapesti Honvéd SE (basketbal)
Budapesti Honvéd SE is de Hongaarse basketbalafdeling van de omnivereniging opgericht in 1950. De club is recordkampioen bij de mannen met 33 landstitels en won ook 17 keer de beker. In 2001 verdween de club uit de hoogste klasse en speelt anno 2021/22 in de tweede klasse.

## Geschiedenis
De ploeg werd opgericht in 1950. In hun eerste seizoen eindigden ze 3de (met evenveel punten als de kampioen, MAFC, en de tweede, Vasas).  In de volgende 18 seizoenen wonnen ze 17 kampioenschappen (in 1956 eindigden ze ongeslagen als tweede).
Van 1951 tot 1960 verloren ze slechts één wedstrijd en bleven ongeslagen van 18 oktober 1954 tot 6 oktober 1960. Tussen 1970 en 1975 wonnen ze nog twee kampioenschappen, maar tussen 1976 en 1986 domineerden ze opnieuw en wonnen ze elk kampioenschap in deze periode. 
In de volgende 6 seizoenen eindigden zij eenmaal als tweede en tweemaal op de derde plaats. In 1992 fuseerde het als derde geplaatste team Budapesti Honvéd met het als vierde geplaatste team Tungsram en domineerden zij opnieuw het kampioenschap: in de volgende vijf seizoenen wonnen zij vier kampioenschappen (waarvan twee als Danone Honvéd om sponsoringredenen). 
In 1998 eindigden ze op de tweede plaats als de laatste in Boedapest gevestigde club die een medaille won in de Hongaarse basketbalcompetitie. In 1999 en 2000 eindigden ze op de 10e plaats. In 2001 eindigden ze als elfde in het reguliere seizoen. Daarna degradeerden ze in de play-out. 
In de FIBA European Champions Cup eindigden ze 3de in 1958 en speelden ze in de kwartfinales in 1958/59. Daarna waren ze minder succesvol. Vijf Honvéd-spelers maakten deel uit van de tweede nationale ploeg in de EuroBasket 1953 en van de winnende ploeg in de EuroBasket 1955.

## Erelijst
- Landskampioen: 1952, 1953, 1954, 1955, 1957, 1958, 1959, 1960, 1961, 1962, 1963, 1964, 1965, 1966, 1967, 1968, 1969, 1971, 1974, 1976, 1977, 1978, 1979, 1981, 1982, 1983, 1984, 1985, 1986, 1993, 1994, 1995, 1997
  - Tweede: 1956, 1970, 1972, 1975, 1986/87, 1995/96, 1997/98
  - Derde: 1951, 1988/89, 1991/92

- Hongaarse basketbalbeker: 1953, 1954, 1955, 1962, 1963, 1964, 1966, 1967, 1968, 1973, 1977, 1978, 1982, 1983, 1986, 1989, 1991
  - Tweede: 1965, 1970, 1972, 1975, 1976, 1985, 1990, 1996, 1997
  - Derde: 1952, 1969, 1974, 1979, 1984, 1988, 1992, 1995

## Bekende (oud-)spelers
- Tibor Remai
- János Simon
- János Greminger
- Tibor Czinkán
- László Hódi
- Kornél Dávid
- Márton Báder
- Tómas Holton